# EDHEC Business School
EDHEC Business School (EDHEC = École des Hautes Études Commerciales du Nord) är en fransk handelshögskola med campus i Paris, London, Lille, Nice och Singapore. Skolan grundades år 1906.
Skolans masterprogram M.Sc. in Financial Markets kom år 2017 på första plats på Financial Times ranking av världens bästa masterprogram inom finans (pre-experience). År 2016 hamnade EDHEC på fjortonde plats på den totala rankingen av europeiska handelshögskolor.  
Alla EDHEC program är ackrediterade av AMBA, EQUIS och AACSB, vilket gör att skolan tillhör den 1% av världens handelshögskolor med så kallad "Triple Crown"-ackreditering.
Bland skolans alumner finns ett antal framstående affärsmän och politiker, som till exempel Delphine Arnault (Deputy CEO LVMH) samt Jean-Jacques Goldman (Sångare).